# Цвингенбергер, Аксель
Аксель Цвингенбергер (нем. Axel Zwingenberger, 7 мая 1955, Гамбург) — немецкий пианист в стиле буги-вуги.
Обучился классическому фортепиано, в 70-х годах начал записывать композиции, позже стал мастером стиля буги-вуги, выпуская пособия для музыкантов и статьи по истории. Аккомпанировал основателям стиля, включая Чемпиона Джека Дюпри, Джея МакШенна, Биг Джо Тернера, Сиппи Уоллес и многих других.

## Дискография
- Boogie Woogie Breakdown (LP) - 1978
- Boogie Woogie Jubilee (Axel Zwingenberger & Big Joe Turner) - 1981
- Lionel Hampton Introduces Axel Zwingenberger in The Boogie Woogie Album - 1982
- Boogie Woogie Live — 1985
- Boogie Woogie Bros (Axel Zwingenberger & Torsten Zwingenberger - Live in Jazzland, Vienna) - 1989
- Blue Pianos (Axel Zwingenberger & Jay McShann) - 1991
- Boogie Woogie Classics — 1992
- And The Friends Of Boogie Woogie Vol 7 (Axel Zwingenberger & Champion Jack Dupree) - 1992
- Boogie Back to New York City - 1995
- Swing The Boogie! (Axel Zwingenberger & Jay McShann) - 1996
- The Boogiemeisters - 1999
- Vom Zauber Der Zuege — 2000
- Groovology (Axel Zwingenberger & Gottfried Bo:ttger) - 2004
- Saxy Boogie Woogie (Axel Zwingenberger & Big Jay McNeely) - 2007
- Lady Sings The Boogie Woogie (Axel Zwingenberg & Lila Ammons) - 2009
- The Magic Of Boogie Woogie — 2010
- The A, B, C & D of Boogie Woogie - Live in Paris - 2012